# Lessoc
Lessoc är en ort i kommunen Haut-Intyamon i kantonen Fribourg, Schweiz. Lessoc var tidigare en egen kommun, men den 1 januari 2002 slogs kommunerna Albeuve, Lessoc, Montbovon och Neirivue samman till den nya kommunen Haut-Intyamon.